# Informationssystem
Et informationssystem er et system bestående af personer, data og aktiviteter, der behandler data og informationer i en organisation. Dette omfatter såvel manuelle som automatiserede processer. En ofte set kort beskrivelse af et informationssystem er: Input – Proces – Output, som hentyder til, at systemet modtager informationer fra dets omgivelser, behandler disse informationer og afleverer et resultat af behandlingen tilbage til omgivelserne.
Historisk set blev begrebet introduceret i 1965 af Börje Langefors ved en konference i New York City. Langefors brugte begrebet til at fokusere på udviklingen af informationsteknologi i informationssystemer, og begrebet bruges derfor i tæt samspil med datalogi.
Eksempler på informationssystemer:
- Ledelsesinformationssystemer (MIS – Management Information Systems)
- Beslutningsstøttesystemer
- Ekspertsystemer

I vore dage er studiet af informationssystemer et selvstændigt forskningsområde i grænselandet mellem datalogi og organisationsteori. Blandt de emner, der arbejdes med, kan nævnes:
- informationssystemstrategi
- ledelse af informationssystemer
- udvikling af informationssystemer